# تذكرة أولي الألباب والجامع للعجب العجاب
تذكرة أولي الألباب والجامع للعجب العجاب المعروفة بالعنوان تذكرة داود الأنطاكي وهو كتاب في الطب يتألف من ثلاث أجزاء ألفها الطبيب العربي المشهور داود الأنطاكي ويتناول العقاقير النباتية، ويشمل 3000 من النباتات الطبية والعطرية. وتوجد من هذا الكتاب 37 نسخة خطية منتشرة في مكتبات الوطن العربي والبلاد الأوروبية والهند والولايات المتحدة وطبع عدة مرات وأغلب طبعاته هي مختصر تذكرة داود نظراً لطول مادته ووجود مصطلحات قديمة يصعب على القارئ المعاصر فهما وترجم هذا المؤلف للاتينية والتركية والفارسية والإنجليزية وغيرها من اللغات.

## وصلات خارجية
- تذكرة أولي الألباب والجامع للعجب العجاب لداود بن عمر أنطاكي وثلاث نصوص طبية أخرى قصيرة على موقع مكتبة قطر الوطنية